# Dansa på 2
Dansa på 2 utkom 1975 och är ett album av det svenska dansbandet Säwes. Inspelningen gjordes i KMH studio i Stockholm, för skivbolaget Mariann Grammofon.

## Låtlista

### Sida A
1. Paloma Blanca
2. Maria
3. Det är sol vi behöver (in the sun)
4. Låt mig vara nära dig (Love me warm and tender)
5. På våran bakgård
6. Mon amour
7. Ragatan på Baggensgatan
8. En härlig morgon

### Sida B
1. Bara du och jag
2. Gråt inte mer
3. Ramaya
4. Förlåt lilla vän
5. En liten fågel
6. Krama mig
7. Helena